# 温勤花站
温勤花站是位于内蒙古自治区扎鲁特旗温勤花的一个铁路车站，邮政编码29108。车站建于1980年，有通霍铁路经过该站，现已关闭，车站及上下行区间均已电气化。车站距离通辽站174公里，隶属沈阳铁路局，曾是五等站。